# Appareil psychique
Appareil psychique (psychischer Apparat ou seelischer Apparat) est un terme en psychanalyse, par lequel Freud a désigné et décrit le mode d'organisation et de fonctionnement du psychisme humain.

## Définition
Par le terme « appareil psychique » (psychischer ou seelischer Apparat), Sigmund Freud entend souligner « certains caractères » qu'il « attribue au psychisme : sa capacité de transmettre et de transformer une énergie déterminée et sa différenciation en systèmes ou instances ».

## Modèles: appareil optique, arc réflexe et autres emprunts
Dans L'Interprétation du rêve (1900), Freud compare l'appareil psychique avec des appareils optiques. Il cherche par là, écrit-il, « à rendre compréhensible la complication du fonctionnement psychique en divisant ce fonctionnement et en attribuant chaque fonction particulière à une partie constitutive de l'appareil ».

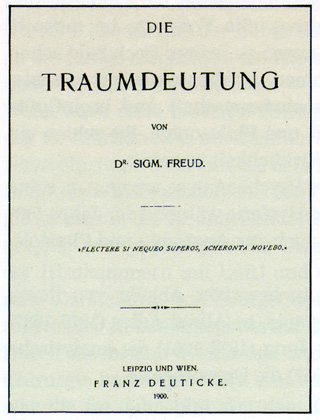
Au chapitre VII de L'Interprétation du rêve (1900) apparaît du point de vue topique une première version de l'appareil psychique qui distingue l'Inconscient du Préconscient et du Conscient.

À partir de ce texte, Laplanche et Pontalis font plusieurs remarques :
1. Freud ne se contente pas de voir dans les différentes fonctions qu'il distingue des « lieux psychiques » ; il leur assigne aussi « un ordre donné ». Les différents systèmes considérés ne correspondent pas à des localisations cérébrales d'ordre anatomique. Les excitations suivent « un ordre qui fixent la place des divers systèmes »[1].
2. Dans le terme « appareil psychique », il y a « l'idée d'une tâche, voire d'un travail » pour lequel Freud emprunte le schéma de l'arc réflexe[1]. L'appareil psychique a pour fonction de « maintenir au niveau le plus bas possible l'énergie interne d'un organisme » selon le principe de constance. Les « transformations de l'énergie » vont « de l'état libre à l'état lié », tandis qu'entrent également en ligne de compte « le jeu des investissements, contre-investissements, surinvestissements »[1].
3. Ainsi l'appareil psychique a-t-il une « valeur de modèle ». Freud parlait même de « fiction »[1].

Dans L'Interprétation du rêve comme plus tard, dans l' Abrégé de psychanalyse (1938), le modèle est physique. Au chapitre IV d' Au-delà du principe de plaisir, il peut être biologique : c'est alors celui de « la vésicule protoplasmique ».

## Les topiques

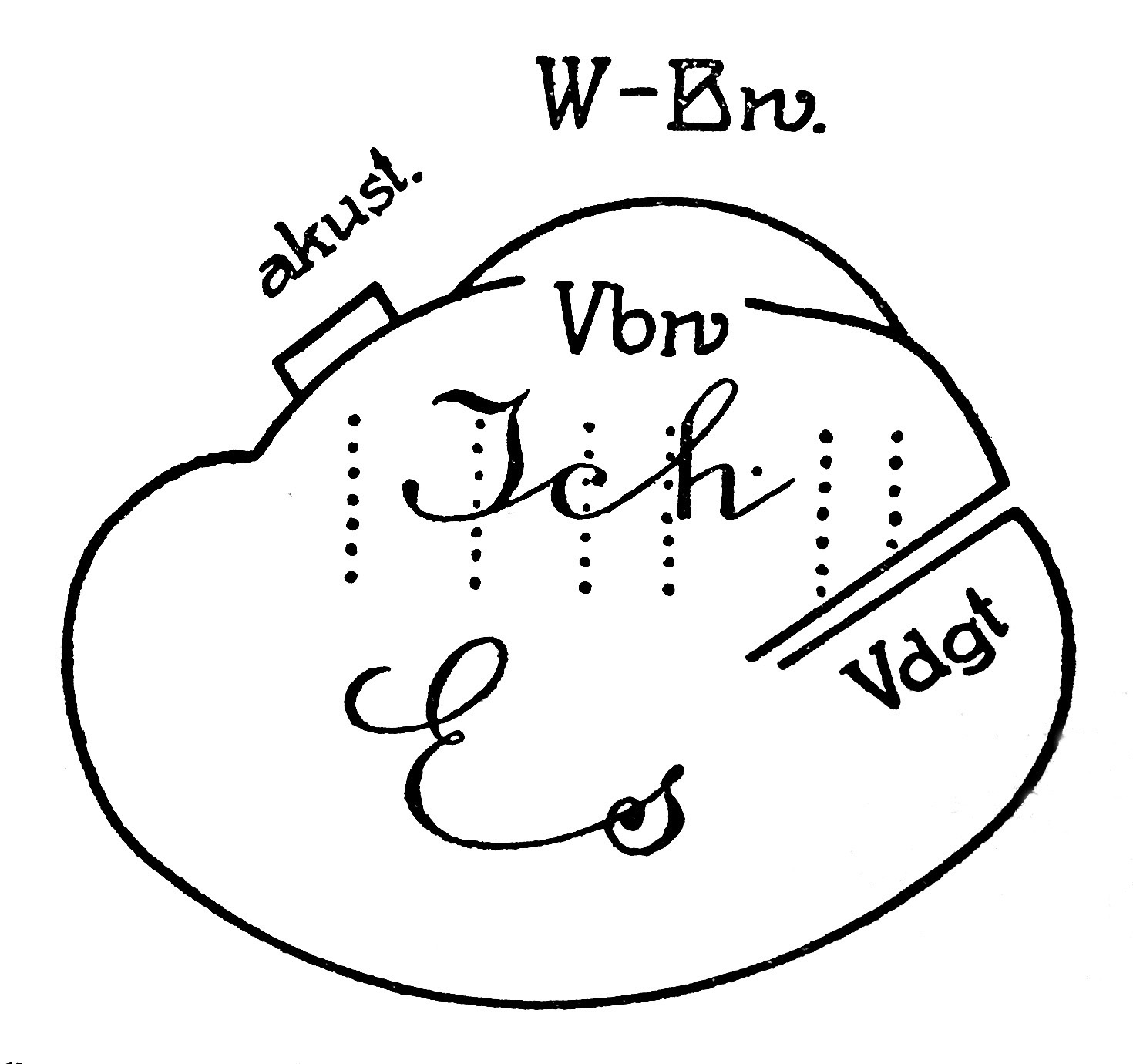
Diagramme pour la seconde topique freudienne dans Le Moi et le Ça, 1923.

Selon Yvon Brès, les « versions freudiennes de l'appareil psychique correspondent à ce qu'on appela par la suite les “topiques” » : la première topique, non encore désignée par ce terme, apparaît au chapitre VII de L'Interprétation du rêve où l'inconscient se distingue du Préconscient et du Conscient. Dans la seconde topique, Freud distingue le Ça, le Moi et le Surmoi (Le Moi et le Ça, 1923), en présentant un diagramme ayant la forme d'un œuf, qu'il reprendra sous une forme différente dans la XXXIe leçon (Nouvelle Suite des leçons d'introduction à la psychanalyse, 1933 [1932]).

#### Textes de référence
- Sigmund Freud,
  - Esquisse pour une psychologie scientifique, 1895, in La naissance de la psychanalyse, in Lettres à Wilhelm Fliess 1887-1904, PUF, 2006  (ISBN 2130549950)
  - L'Interprétation du rêve#Le chapitre VII (1900).
  - Au-delà du principe de plaisir (1920).
  - Le Moi et le Ça (1923).
  - Nouvelles Conférences d'introduction à la psychanalyse#La trente et unième conférence : « La décomposition de la personnalité psychique » (1933 [1932]).
  - Abrégé de psychanalyse (1938).

#### Études
: document utilisé comme source pour la rédaction de cet article.
- Paul-Laurent Assoun : Introduction à l'épistémologie freudienne, Payot, Coll.: Science de l'homme Payot,  (ISBN 2228883123)
- Yvon Brès, « Appareil psychique », dans Alain de Mijolla (dir.), Dictionnaire international de la psychanalyse, Paris, Hachette, 2005 (ISBN 201279145X), p. 124-126
- Christian Fierens, « III. La topique de l’appareil psychique. (Perspective subjective sur la méthode de la psychanalyse) », dans :  Christian Fierens, Tenir pour vrai, Paris, Hermann, « Hermann psychanalyse », 2020, p. 87-127. [lire en ligne]
- J. Laplanche et J.-B. Pontalis, Vocabulaire de la psychanalyse, entrée « Appareil psychique », Paris, P.U.F., 1re éd.: 1967, 8e édition: 1984,  (ISBN 2 13 0386210)
- Karl H. Pribram et M-M Gill, Le "Projet de psychologie scientifique" de Freud : un nouveau regard, PUF 1986